# 大衛·里斯·斯內爾
大衛·里斯·斯內爾（David Rees Snell，1966年8月30日—）是美國的一位演員。他最著名的作品是在電視劇盾牌中飾演Ronnie Gardocki角色。他畢業於堪薩斯大學。